# Verona Volley Femminile 2009-2010
Questa voce raccoglie le informazioni riguardanti il Verona Volley Femminile nelle competizioni ufficiali della stagione 2009-2010.

## Organigramma societario
Area direttiva
- Presidente: Samuele Zambon

Area tecnica
- Allenatore: Giuseppe Galli, (fino al 13 gennaio 2010) Ettore Guidetti (dal 14 gennaio 2010)
- Allenatore in seconda: Andrea Salvatico (fino al 14 gennaio 2010), Giulio Bregoli (dal 14 gennaio 2010)
- Scout man: Alberto Raho

Area sanitaria
- Medico: Roberto Filippini
- Fisioterapista: Marco Zenato
- Preparatore atletico: Andrea Salvatico

## Rosa
| N° | Nome                | Ruolo | Data di nascita   | Nazionalità sportiva |
| -- | ------------------- | ----- | ----------------- | -------------------- |
| 3  | Veronica Minati     | S     | 9 maggio 1983     | Italia               |
| 4  | Alessandra Teixeira | S     | 30 dicembre 1981  | Italia               |
| 5  | Silvia Lotti        | S     | 17 giugno 1992    | Italia               |
| 6  | Daniela Nardini     | C     | 18 dicembre 1982  | Italia               |
| 7  | Francesca Gentili   | C     | 28 marzo 1990     | Italia               |
| 8  | Giulia Decordi      | S     | 5 novembre 1986   | Italia               |
| 9  | Silvia Carli        | C     | 14 settembre 1991 | Italia               |
| 11 | Alessia Tonon       | L     | 19 marzo 1992     | Italia               |
| 12 | Valeria Alberti     | L     | 9 maggio 1984     | Italia               |
| 13 | Noemi Signorile     | P     | 15 febbraio 1990  | Italia               |
| 14 | Maryna Savchenko    | P     | 23 maggio 1976    | Italia               |
| 17 | Nadezhda Shopova    | S     | 8 gennaio 1984    | Bulgaria             |